# Zenphp
zenphp es un completo framework con código fuente, comentarios y documentación en español.
Hace las tareas de creación de aplicaciones, no sólo para la web, más sencillas gracias al patrón MVC modificado, y una jerarquía que conecta los componentes de forma que cada parte es accesible mediante variables "$padre". Está desarrollado en PHP 4 y 5, de forma que es compatible con la mayor parte de los servidores web.
Ha sido probado en numerosos proyectos reales. Es posible usarlo para conectar con sistemas gestores de bases de datos como MySQL, PostgreSQL, Oracle o Microsoft SQL Server.
Se puede ejecutar por tanto en plataformas *nix (Unix, Linux, etc.) como en plataformas Windows.
Hace uso de varios lenguajes de programación:HTML, XHTML, CSS, JavaScript, PERL(CGI), AJAX, PHP, Gtk y XML
Se llama zen PHP porque no sólo "simplifica" mucho el código sino que es llevado con la máxima concentración y poco a poco, cada vez más lejos, en cada versión,automáticamente, instantáneamente se van generando nuevas líneas de trabajo...

## ¿Qué ventajas ofrece zenphp?
- Separación de las capas de información en 3 fases bien distinguidas: diseño de la aplicación, comunicación con el sistema y resultados visibles.
- Sencillez y “luminosidad” del código, comprensible de un vistazo y simple.
- Realización de tareas complejas,pretratamiento de datos de entrada/salida,etc.
- Posibilidad de automatización para AJAX
- Generadores de código, formularios, plantillas, consultas,etc.

## Sitios Externos
+- Sitio Oficial de zenphp
- Datos: Q6171135